# Las Leñas
Las Leñas är en vintersportort i Argentina, belägen i de västra delarna av Mendozaprovinsen. Skidsäsongen pågår från mitten av juni till mitten av oktober. Det är Argentinas största vintersportort i Anderna. Orten kan nås från Buenos Aires med bil, buss eller flygplan. Flygplanen använder flygplatsen Aeropuerto Internacional Comodoro Ricardo Salomón nära Malargüe (bara tillgänglig för privatflygplan och charterflygplan), ungefär 95 kilometer från Las Leñas, och Suboficial Aytes Germano Airport nära San Rafael (reguljära flygplan) där bussen står och väntar för förbindelse med Las Leñas.